# Greg Hoople
Greg Hoople ist ein US-amerikanischer ehemaliger Schauspieler und Filmschaffender.

## Leben
Hooples Wirkungszeitraum beträgt gut zwei Jahre und lag von 2010 bis 2012, wo er an einer Reihe von Kurzfilmen als Schauspieler, Kameramann, Drehbuchautor oder Regisseur mitwirkte, aber auch für den Filmschnitt oder die Spezialeffekte zuständig war. Als Schauspieler debütierte er 2010 in Project Nine. 2011 übernahm er eine der Hauptrollen in dem Low-Budget-Tierhorrorfilm Rise of the Animals – Mensch vs. Biest.

## Filmografie

### Schauspiel
- 2010: Project Nine
- 2011: Rise of the Animals – Mensch vs. Biest (Rise of the Animals)
- 2011: Somewhere Out West (Kurzfilm)
- 2011: Greg's Movie (Kurzfilm)
- 2012: The Fall of Man (Kurzfilm)
- 2012: Tech Service: A Memoir by John Valenti (Kurzfilm)

### Filmschaffender
- 2010: You'll Feel Better (Kurzfilm) (Kamera)
- 2011: Somewhere Out West (Kurzfilm) (Spezialeffekte)
- 2011: Bell(e) Without a Hammer (Kurzfilm) (Filmschnitt)
- 2011: Greg's Movie (Kurzfilm) (Drehbuch, Regie, Filmschnitt)
- 2012: The Fall of Man (Kurzfilm) (Drehbuch, Regie, Filmschnitt, Musik)